# Нью-Роудс (Луїзіана)
Нью-Роудс (англ. New Roads) — місто (англ. city) в США, в окрузі Пуант штату Луїзіана. Населення — 4549 осіб (2020).

## Географія
Нью-Роудс розташований за координатами 30°41′45″ пн. ш. 91°27′14″ зх. д. / 30.69583° пн. ш. 91.45389° зх. д. (30.695921, -91.453794).  За даними Бюро перепису населення США в 2010 році місто мало площу 11,87 км², уся площа — суходіл.

## Демографія
Згідно з переписом 2010 року, у місті мешкала 4831 особа в 2020 домогосподарствах у складі 1223 родин. Густота населення становила 407 осіб/км².  Було 2325 помешкань (196/км²).
Расовий склад населення:
| - 58,6 % — чорних або афроамериканців - 39,3 % — білих - 0,6 % — азіатів - 0,1 % — корінних американців |

До двох чи більше рас належало 0,6 %. Частка іспаномовних становила 1,6 % від усіх жителів.
За віковим діапазоном населення розподілялося таким чином: 23,2 % — особи молодші 18 років, 57,4 % — особи у віці 18—64 років, 19,4 % — особи у віці 65 років та старші. Медіана віку мешканця становила 43,9 року. На 100 осіб жіночої статі у місті припадало 84,8 чоловіків;  на 100 жінок у віці від 18 років та старших — 79,1 чоловіків також старших 18 років.
Середній дохід на одне домашнє господарство  становив 53 277 доларів США (медіана — 32 304), а середній дохід на одну сім'ю — 75 352 долари (медіана — 64 167). За межею бідності перебувало 25,2 % осіб, у тому числі 37,6 % дітей у віці до 18 років та 29,4 % осіб у віці 65 років та старших.
Цивільне працевлаштоване населення становило 1671 особа. Основні галузі зайнятості: освіта, охорона здоров'я та соціальна допомога — 22,0 %, будівництво — 16,7 %, роздрібна торгівля — 14,1 %.